# 布拉德斯山
77°10′S 145°15′W / 77.167°S 145.250°W
布拉德斯山（英語：Mount Blades）是南極洲的山峰，位於瑪麗伯德地，屬於福特山脈的一部分，處於博伊德冰川北面，距離貝利嶺6公里，該山峰由美國探險隊發現。